# Niaprazin
Niaprazin  ist ein Arzneistoff aus der Gruppe der Phenylpiperazine, der als Sedativum eingesetzt wird. Der Wirkstoff wird vor allem bei Kindern und Heranwachsenden angewandt, da er ein günstiges Verhältnis zwischen Wirksamkeit und Suchtpotential aufweist.